# Iljinskij Pogost (obwód moskiewski)
Iljinskij Pogost (ros. Ильинский Погост) – wieś (sieło) w Rosji, w obwodzie moskiewskim, w rejonie oriechowo-zujewskim. W 2021 liczyła 1764 mieszkańców.